# Меліса Гілберт
Меліса Еллен Гілберт (англ. Melissa Ellen Gilbert; нар. 8 травня 1964) — американська акторка, письменниця, режисерка і продюсерка, що працює переважно в кіно і телебаченні. Відома як дитина-акторка, що грала Лору Інґлз Вайлдер, другу дочку Чарлі Інгаллса, в драматичному телесеріалі «Маленький будиночок у преріях» (1974—1984). Також у неї великий список дорослих ролей, робіт по озвученню, письменницьких, продюсерських і режисерських робіт. 
В 2001—2005 роках два терміни очолювала Гільдію кіноакторів США. 9 червня 2009 року вийшла її автобіографія «Prairie Tale: A Memoir».

## Родина
Народилася 8 травня 1964 року в Лос-Анджелесі, Каліфорнія. Меліса була удочерена кіноактором Полом Гілбертом і його дружиною Барбарою Крейн. Має сестру Сару Гілберт та брата Джонатана Гілберта. Коли Мелісі виповнилося 8 років, батьки розлучилися, а через три роки Пол Гілберт помер.
У 17 років Меліса зустрічалася з актором Робом Лоу, який запропонував шлюб. При підготовці до весілля Гілберт довідалася, що вагітна, і Лоу відразу ж розірвав з нею всякі стосунки. Через кілька днів Гілберт пережила викидень. У 1988—1992 роки була одружена з актором Бо Брінкманом. 1 травня 1989 народила сина Дакоту Пола Брінкмана. У 1995—2011 роки була одружена з актором Брюсом Бокслейтнером. 6 жовтня 1995 народила сина Майкла Гарретта Бокслейтнера. З 24 квітня 2013 року одружена з актором Тімоті Бастфілдом (нар.1957), з яким була заручена три місяці до весілля.

## Кар'єра
У 1973-му році Меліса Гілберт отримала роль в телевізійному серіалі «Маленький будиночок у преріях», в якому грала з Майклом Лендоном аж до завершення серіалу в 1983 році. Завдяки цій роботі Меліса Гілберт була удостоєна зірки на Голлівудській алеї слави. 
Акторка знімалася в таких фільмах, як «Серцю не накажеш» (1983) і «Вавилон 5» (1996).
10 серпня 2015 року Гілберт оголосила про свій намір балотуватися в палату представників США в 2016 році.

## Фільмографія
| Фільми      | Фільми                                | Фільми                                        | Фільми                              |
| Рік         | Українською мовою                     | Мовою оригіналу                               | Роль                                |
| ----------- | ------------------------------------- | --------------------------------------------- | ----------------------------------- |
| 1977        | Різдвяне диво                         | Christmas Miracle in Caufield                 | Kelly Sullivan                      |
| 1981        | Блиск у траві                         | Splendor in the Grass                         | Wilma Dean 'Deanie' Loomis          |
| 1986        | Фаза покарання                        | The Penalty Phase                             | Leah Furman                         |
| 1990        | Донор                                 | Donor                                         | Dr. Kristine Lipton                 |
| 1990        | Як дві каплі води                     | The Lookalike                                 | Gina / Jennifer                     |
| 1993        | Будинок із секретом                   | House of Secrets                              | Marion Ravinel                      |
| 1993        | Смертельні спогади                    | Dying to Remember                             | Lynn Matthews                       |
| 1995        | Зоя                                   | Zoya                                          | Zoya Ossipov                        |
| 1998        | За її правилами                       | Her Own Rules                                 | Meredith Sanders                    |
| 1999        | Убивство на Березовій, 75             | Murder at 75 Birch                            | Gwen Todson                         |
| 2000        | Передбачення вбивства                 | A Vision of Murder: The Story of Donielle     | Donielle                            |
| 2000        | Від заходу до світанку 3: Донька ката | From Dusk Till Dawn 3: The Hangman's Daughter | Дівчина у весільній сукні / Нищенка |
| 2003        | Голлівудські дружини                  | Hollywood Wives: The New Generation           | Taylor Singer                       |
| 2004        | Страшніше шторму                      | Heart of the Storm                            | Cassie Broadbeck                    |
| 2005        | Кровне родство                        | Thicker Than Water                            | Natalie Jones                       |
| Телебачення |                                       |                                               |                                     |
| Рік         | Українською мовою                     | Мовою оригіналу                               | Роль                                |
| 1955 — 1975 | Димок зі ствола                       | Gunsmoke                                      | Spratt's Child                      |
| 1974 — 1983 | Маленький будиночок у преріях         | Little House on the Prairie                   | Laura Ingalls                       |
| 1977 — 1986 | Човен кохання                         | The Love Boat                                 | Rocky                               |
| 1982 — 1987 | Театр чарівних історій                | Faerie Tale Theatre                           | Gerda                               |
| 1992 — 1995 | Бетмен                                | Batman                                        | Barbara Gordon                      |
| 1994 — 1998 | Вавилон-5                             | Babylon 5                                     | Anna Sheridan                       |
| 1994 — 2003 | Дотик ангела                          | Touched by an Angel                           | Michelle Tanner                     |
| 1995 — 2002 | За межею можливого                    | The Outer Limits                              | Teresa Janovitch                    |
| 1996 — 2007 | Сьоме небо                            | 7th Heaven                                    | Marie Wagner                        |
| 1998 — 2004 | Вереск. Ну, дуже страшне кіно         | Hollywood Squares                             | Guest Appearance                    |
| 1999 — 2002 | Провіденс                             | Providence                                    | Lorna Berlin                        |
| 2002 — 2003 | Клініка Сан-Франциско                 | Presidio Med                                  | Grace Bennett                       |
| 2003 — 2008 | Частини тіла                          | Nip/Tuck                                      | Shari Noble                         |

## Нагороди та номінації
- 1980: номінована на премію Еммі за найкращу ведучу акторську роль в серіалі (за зйомки в телесеріалі «The Miracle Worker», 1979 рік)
- 1980: номінована на премію «Молодому акторові» в номінації найкращої молодої актриси драматичного серіалу (за зйомки в «Little House on the Prairie», 1974)
- 1981: номінована на премію «Золотий глобус» за найкраще виконання акторської ролі в телесеріалі (за зйомки в «Little House on the Prairie», 1974)
- 1982: номінована на премію «Молодому акторові» в номінації найкраща молода актриса драматичного серіалу (за зйомки в телесеріалі «Splendor in the Grass», 1981)
- 1983: нагороджена премією «Молодому акторові» в номінації найкраща молода актриса драматичного серіалу (за зйомки в «Little House on the Prairie», 1974)
- 1984: нагороджена премією «Молодому акторові» в номінації найкраща молода актриса драматичного серіалу (за зйомки в «Little House on the Prairie», 1974)
- 2000: нагороджена премією Golden Boot
- 2006: нагороджена (спільно з Діном Батлером) премією TV Land в номінації за найнезабутніший поцілунок (за зйомки в «Little House on the Prairie», 1974)
- Рік невідомий: удостоєна Зірки під номером 6429 на «Алеї слави» на голлівудському бульварі в Лос-Анджелесі